# NGC 7088
Bei NGC 7088, auch bekannt als Baxendell’s Unphotographable Nebula (dt. „Baxendells unfotografierbarer Nebel“), handelt es sich um einen wohl nicht existierenden Nebel etwa 30′ nördlich des Kugelsternhaufens Messier 2 im Wassermann. Nachdem er 1880 vom Astronomen Joseph Baxendell in Birkdale „entdeckt“ und zunächst von anderen Astronomen visuell bestätigt wurde, war er auf keiner fotografischen Aufnahme sichtbar. Heute geht man davon aus, dass es sich bei den Beobachtungen um optische Täuschungen handelte und an der entsprechenden Position kein Nebel existiert.

## Geschichte
In der Nacht des 28. Septembers 1880 beobachtete Joseph Baxendell mit seinem T. Cooke & Sons 6″-Teleskop in seinem privaten Observatorium im Garten der 14 Liverpool Road, Birkdale einen schwachen ausgedehnten Nebel im Wassermann, der ihm neu war und den er in keinen Katalog eingetragen oder auf einer Karte verzeichnet fand, die er besaß. In einem Brief an William Christie vom 1. November 1880, der in der Ausgabe vom 12. November 1880 der Monthly Notices der Royal Astronomical Society abgedruckt erschien, beschreibt Baxendell den Nebel mit einer irregulären ovalen Form, dessen südliche Grenze sich etwa 7′ nördlich von Messier 2 (M 2) befindet und eine Ausdehnung von 75′ × 52′ besitzt. Weiterhin vergleicht Baxendell ihn mit dem Merope-Nebel (NGC 1435), einem Reflexionsnebel im Bereich der Plejaden (M 45), nur dass sein aufgefundener Nebel nicht so hell sei.
Johan Ludvig Emil Dreyer verzeichnete ihn 1888 in seinem New General Catalogue unter der Nummer 7088. Er beschreibt ihn dort als sehr großen und diffusen Nebel mit einer Länge von 45′. Keinen Eingang fand der Nebel in Edward Barnards Katalog der Dunkelwolken in den Versionen von 1919 und 1927. In der Überarbeitung des New General Catalogue von Johann Georg Hagen an der vatikanischen Sternwarte (1922) wird er in der Einleitung mit 16 weiteren ominösen Nebeln von Dreyer mit einer Dichte von III–IV auf einer fünfstufigen Skala geführt; im Katalog selbst ist er nicht verzeichnet. Bis 1930 folgten weitere visuelle Beobachtungen des Nebels mit verschiedenen Teleskopen an unterschiedlichen Sternwarten (→ Sichtungen).
Als einigermaßen empfindliche Emulsionen zur Verfügung standen, begann man damit, den Nebel fotografieren zu wollen, jedoch weder im blauen noch im gelben Spektralbereich ließen sich Spuren des Nebels finden. Josef Hopmann versuchte das in einer Arbeit von 1930 damit zu erklären, dass er dem Nebel ein ausgedehntes kontinuierliches Spektrum zuschrieb.
1937 erhielt Marcel de Kérolyr vom Observatoire de Haute-Provence zum zweiten Mal nach 1933 den Klumpke-Roberts-Preis für seine Fotografien der Herschel-Felder H12, H14, H15, H20, H21, H33, H41 und des Baxendell-Nebels NGC 7088 verliehen. Dabei entstanden zwei Aufnahmen von NGC 7088: die eine am 18. Juli und die andere am 2. September 1934. Dies wurde als erster fotografischer Nachweis des Nebels angesehen. Wolfgang Strohmeier und Adalbert Güttler gaben aber in ihrer 1952 erschienenen Veröffentlichung über NGC 7088 einen Briefverkehr vom 4. April 1951 mit G. Courtés vom Observatoire de Haute-Provence an, in dem es heißt, dass „es keine Spur eines Nebels“ auf den Aufnahmen gibt.
Schon 1927 vermutete Max Wolf, dass das Leuchten des Nebels im roten Spektralbereich liegen müsse. Karl Haidrich versuchte 1936 mit einer Hα-Emulsion NGC 7088 zu fotografieren, nachdem die zuvor verwendeten Silberbromidemulsionen keine Ergebnisse gebracht hatten. Er fand auch schwache Anzeichen eines Nebels, jedoch lag Haidrichs verwendete Emulsion bei 656 nm schon auf dem steil abfallenden Teil der Empfindlichkeitskurve. 1947 und 1949 versuchte Strohmeier mit einer Isopan-Ultra-Emulsion des Unternehmens Agfa, dessen Empfindlichkeit bis 680 nm reichte, den Nebel zu fotografieren, erhielt aber auf keiner Aufnahme einen Nachweis.
Der derzeitige Stand der Forschung geht davon aus, dass kein Nebel an dieser Stelle existiert. Man vermutet, dass es sich bei den Beobachtungen um visuelle Illusionen handelte, ausgelöst durch Reflexionen des benachbarten Messier 2 im Instrument. Die Sichtungen erfolgten alle mit Refraktoren, die versuchten Fotografien hingegen mit Spiegelteleskopen.

## Sichtungen
| Beobachter | Zeit                   | Instrument                   | Anmerkung |
| ---------- | ---------------------- | ---------------------------- | --- |
| Baxendell  | 28. September 1880     | 6″-Refraktor, Birkdale       | „Ich habe ihn in mehreren Nächten gesehen und keinen Zweifel an seiner Existenz.“                                                           |
| Dreyer     | zwischen 1881 und 1888 | 10″-Refraktor, Armagh        | „Ich habe ihn ohne Schwierigkeiten im Armagh-10″-Refraktor gesehen.“                                                                        |
| Bigourdan  | 27. Oktober 1888       | 12″-Refraktor, Paris         | „Sehr geringe Nebelspuren in einer 8′ südlicheren Region als von Dreyer vermutet.“ Keine Sichtung am 5. Oktober 1888 und 2. August 1889.    |
| Hagen      | 1915 und 1917          | 16″-Refraktor, Vatikan       | |
| Wolf       | 1927                   | 6″-Refraktor, Heidelberg     | |
| O’Connor   | 1929                   | 15″-Refraktor, Stonyhurst    | „ohne Schwierigkeiten“ |
| Franks     | 6. Oktober 1929        | 6″-Refraktor, East Grinstead | „Bei genauerer Betrachtung scheint es einen kleinen Unterschied in der Dichte zwischen dem Nebel und den umgebenden Sternenzonen zu geben.“ |
| Becker     | 1930                   | 12″-Refraktor, Potsdam       | |
| Lehner     | 1930                   | 4″-Refraktor, Erfurt         | |

## Fotografische Nachweisversuche
| Beobachter         | Jahr | Instrument                                             | Emulsion, Filter                             | Belichtungszeit | Ergebnis                            |
| ------------------ | ---- | ------------------------------------------------------ | -------------------------------------------- | --------------- | ----------------------------------- |
| Duncan             | 1919 | 1,5-m-Spiegel, Mount Wilson                            | Blau                                         | 55 min          | kein Nachweis                       |
| Wolf               | 1927 | 6″-Refraktor, 16″-Refraktor, 71-cm-Spiegel, Heidelberg | Blau                                         | ?               | kein Nachweis                       |
| Baade              | 1929 | 1-m-Spiegel (3 m Brennweite), Hamburg                  | u. a. panchromatische Emulsion + Gelbfilter  | 1,5 h – 4 h     | kein Nachweis                       |
| de Kérolyr         | 1931 | 80-cm-Spiegel, Haute-Provence                          | Opto-Lumière                                 | 12 h            | kein Nachweis                       |
| Shapley            | 1931 | 40-cm-Metcalf-Teleskop, Harvard                        | Gelbplatte + Gelbfilter                      | 1,5 h           | kein Nachweis                       |
| Helwan             | 1931 | 40-cm-Spiegel, Helwan                                  | ?                                            | 1 h             | kein Nachweis                       |
| de Kérolyr         | 1934 | 80-cm-Spiegel, Haute-Provence                          | Lumière-Ortho-Super-Opta                     | 2,5 h           | kein Nachweis                       |
| de Kérolyr         | 1934 | 80-cm-Spiegel, Haute-Provence                          | Lumière-Ortho-Super-Fulgur                   | 4,8 h           | kein Nachweis                       |
| Haidrich           | 1936 | 21-cm-Spiegel, Wien                                    | Imperial-Eclipse-Panchromatic                | 45 min          | schwache Anzeichen einer Schwärzung |
| Strohmeier         | 1947 | 10-cm-Schmidt-Spiegel, München                         | Agfa-Isopan-Ultra + Rotfilter RG2            | 1,5 h           | kein Nachweis                       |
| Strohmeier-Güttler | 1949 | 6,5-cm-Xenone, München                                 | Agfa-Isopan-Ultra + Rot-, Grün-, Blau-Filter | 6 h             | kein Nachweis                       |